# Rudtjärnen (Björna socken, Ångermanland)
Rudtjärnen är en sjö i Örnsköldsviks kommun i Ångermanland och ingår i Gideälvens huvudavrinningsområde. Sjön har en area på 0,0482 kvadratkilometer och ligger 204,1 meter över havet.

## Delavrinningsområde
Rudtjärnen ingår i det delavrinningsområde (706533-163894) som SMHI kallar för Utloppet av Movattssjön. Medelhöjden är 226 meter över havet och ytan är 8,86 kvadratkilometer. Räknas de 2 avrinningsområdena uppströms in blir den ackumulerade arean 27,41 kvadratkilometer. Movattensbäcken som avvattnar avrinningsområdet har biflödesordning 2, vilket innebär att vattnet flödar genom totalt 2 vattendrag innan det når havet efter 62 kilometer. Avrinningsområdet består mestadels av skog (70 procent). Avrinningsområdet har 0,87 kvadratkilometer vattenytor vilket ger det en sjöprocent på 9,8 procent.